# VM i skak 2010
VM i skak 2010, som blev organiseret af verdensskakforbundet FIDE, var en match mellem den regerende verdensmester, inderen Viswanathan Anand, og udfordreren, bulgareren Veselin Topalov. Matchen fandt sted i perioden 24. april – 13. maj 2010 i Sofia i Bulgarien, og der var en samlet præmiesum på 2 millioner euro. Der blev spillet tolv partier, og Anand genvandt VM-titlen med 6½ – 5½ efter at have vundet det tolvte parti med sorte brikker.
Efter bestemmelserne skulle matchen have været afgjort ved tie-break, hvis de første tolv partier var endt uafgjort, men det blev derved undgået.

## Optakt
Anand skulle have været med fly fra Frankfurt til Sofia 16. april, men blev forhindret heri som følge af luftfartsproblemerne efter det islandske vulkanudbrud. Han søgte om udsættelse af matchen i tre dage, hvilket arrangørerne nægtede, og Anand måtte derpå finde andre måder at komme til Sofia på, og han kom derfor senere til Sofia end planlagt. Udgangen blev dog, at matchen indledtes en dag efter den oprindelige plan.

## Kvalifikation

### Verdensmesteren
Viswanathan Anand var titelforsvarer, idet han har været indehaver af verdensmesterskabstitlen siden 2007. Han vandt den ved VM i skak 2007, der var en turnering med otte deltagere og forsvarede med held titlen første gang i VM-matchen 2008 mod den tidligere mester Vladimir Kramnik.

### Udfordreren
Veselin Topalov havde tabt genforeningsmatchen af VM-titlerne mod Vladimir Kramnik efter at have været FIDE-verdensmester 2005 – 2006, hvorved han ikke fik lov til at deltage i den ottemandsturnering, der udgjorde VM i skak 2008. Som en slags kompensation herfor fik Topalov tildelt det specielle privilegium at få direkte adgang til en kvalifikationsmatch om VM i 2010, i modsætning til den anden deltager i matchen, Gata Kamsky, der havde vundet retten til deltagelse i matchen ved at vinde World Cup 2007 i en turnering med oprindeligt 128 deltagere.
Kvalifikationsmatchen mellem Topalov og Kamsky fandt sted i perioden 16. – 28. februar 2009 i Sofia og omfattede otte partier. Matchen var dog afgjort 26. februar, hvor Topalov havde bragt sig foran 4½ – 2½ og dermed kvalificerede sig til den endelige match mod Anand.

### Tidligere møder
Før matchen havde Anand og Topalov spillet 67 partier mod hinanden (med klassisk tidskontrol, hvilket havde givet følgende statistik:
|                               | Anand | Remis | Topalov | Total |
| ----------------------------- | ----- | ----- | ------- | ----- |
| Anand (hvid) – Topalov (sort) | 13    | 16    | 4       | 33    |
| Topalov (hvid) – Anand (sort) | 4     | 21    | 9       | 34    |
| Total                         | 17    | 37    | 13      | 67    |

## Matchen

### Matchbestemmelser
Matchen spilledes bedst af 12 partier. Spillerne fik et point for en gevinst og et halvt point for remis. Matchen ville slutte, når en spiller havde opnået 6½ points. Betænkningstiden var 120 minutter, idet den forøgedes med 60 minutter efter træk 40, med 15 minutter efter træk 60, og med 30 sekunder lagt til for hvert træk fra og med træk 61.
Matchbestemmelserne angav en række muligheder ved uafgjort resultat.
1. Hvis stillingen er lige efter 12 partier, vil der blive trukket lod om farverne og spillet fire partier hurtigskak. Betænkningstiden for disse partier vil være 25 minutter plus 10 sekunder per træk.
2. Hvis stillingen er lige efter de fire hurtigskakpartier, trækkes der igen lod om farverne og der spilles to partier lynskak (5 minutter med 10 sekunders tillæg per træk). Er stillingen stadig lige herefter, spilles yderligere to partier lynskak under samme betingelser, og dette vil om nødvendigt blive gentaget, indtil der er spillet 5 runder lynskak.
3. Hvis stillingen er lige efter ti partier lynskak, vil der blive spillet et enkelt parti Armageddon lynskak for at afgøre mesterskabet. Her vil vinderen af en lodtrækning få lov at bestemme sin farve, og hvid tildeles 5 minutters betænkningstid til partiet, mens sort får 4 minutter. Fra og med træk 61 vil der blive lagt 3 sekunder til efter hvert træk. Skulle dette parti ende uafgjort, tilfalder verdensmesterskabet spilleren med de sorte brikker.

Topalov forlangte, at matchen skulle spilles i fuld tavshed, sådan som han var berettiget til efter en regelændring, som blev indført i 2005 for at holde antallet af remistilbud nede. Anand svarede, at han ikke ville overholde dette, hvilket fik Silvio Danailov, Topalovs manager, til at udtale, at "hvis Vishy ikke overholder reglerne, vil han blive tvunget til det, for Topalov vil ikke tilbyde ham remis, og han vil ikke tale med ham."

### Sekundanter
Anands sekundanter var samme gruppe, som havde bistået ved hans forberedelser til VM i skak 2008: Peter Heine Nielsen, Rustam Kasimdzhanov, Surya Ganguly og Radoslaw Wojtaszek. Topalovs sekundanter var Jan Smeets, Erwin l’Ami, Ivan Cheparinov og Jiri Dufek.

### Tidsskema og resultater
| Parti                                             | Dato      | Topalov        | Anand          | Stilling            |
| ------------------------------------------------- | --------- | -------------- | -------------- | ------------------- |
| 1 Arkiveret 25. august 2010 hos Wayback Machine   | 24. april | 1              | 0              | Topalov førte 1–0   |
| 2 Arkiveret 21. august 2010 hos Wayback Machine   | 25. april | 0              | 1              | Uafgjort 1–1        |
| 3 Arkiveret 21. august 2010 hos Wayback Machine   | 27. april | ½              | ½              | Uafgjort 1½–1½      |
| 4 Arkiveret 1. september 2010 hos Wayback Machine | 28. april | 0              | 1              | Anand førte 2½–1½   |
| 5 Arkiveret 21. august 2010 hos Wayback Machine   | 30. april | ½              | ½              | Anand førte 3–2     |
| 6 Arkiveret 21. august 2010 hos Wayback Machine   | 1. maj    | ½              | ½              | Anand førte 3½–2½   |
| 7 Arkiveret 21. august 2010 hos Wayback Machine   | 3. maj    | ½              | ½              | Anand førte 4–3     |
| 8 Arkiveret 21. august 2010 hos Wayback Machine   | 4. maj    | 1              | 0              | Uafgjort 4–4        |
| 9 Arkiveret 21. august 2010 hos Wayback Machine   | 6. maj    | ½              | ½              | Uafgjort 4½–4½      |
| 10 Arkiveret 21. august 2010 hos Wayback Machine  | 7. maj    | ½              | ½              | Uafgjort 5–5        |
| 11 Arkiveret 21. august 2010 hos Wayback Machine  | 9. maj    | ½              | ½              | Uafgjort 5½–5½      |
| 12 Arkiveret 21. august 2010 hos Wayback Machine  | 11. maj   | 0              | 1              | Anand vandt 6½ – 5½ |
| Tiebreaks                                         | 13. maj   | Ikke nødvendig | Ikke nødvendig | Ikke nødvendig      |

## Partier

### Parti 1, Topalov–Anand, 1–0
Grünfeld forsvar, afbytningsvarianten, Åbning D86 

1.d4 Sf6 2.c4 g6 3.Sc3 d5 4.cxd5 Sxd5 5.e4 Sxc3 6.bxc3 Lg7 7.Lc4 c5 8.Se2 Sc6 9.Le3 O-O 10.O-O Sa5 11.Ld3 b6 12.Dd2 e5 13.Lh6 cxd4 14.Lxg7 Kxg7 15.cxd4 exd4 16.Tac1 Dd6 17.f4 f6 18.f5 De5 19.Sf4 g5 20.Sh5+ Kg8 21.h4 h6 22.hxg5 hxg5 23.Tf3 Kf7? 24.Sxf6!! Kxf6 25.Th3! Tg8 26.Th6+ Kf7 27.Th7+ Ke8 28.Tcc7 Kd8 29.Lb5 Dxe4 30.Txc8+ 1–0
Kommentatorer anser det for sandsynligt, at fejlen i træk 23 skyldtes, at Anand glemte sin forberedte åbning. Formentlig skulle han ifølge den have spillet 23...Ld7 før Kf7.

### Parti 2, Anand–Topalov, 1–0
Katalansk, åbent forsvar, E03
1.d4 Sf6 2. c4 e6 3. Sf3 d5 4. g3 dxc4 5. Lg2 a6 6. Se5 c5 7. Sa3 cxd4 8. Saxc4 Lc5 9. O-O O-O 10. Ld2 Sd5 11. Tc1 Sd7 12. Sd3 La7 13. La5 De7 14. Db3 Tb8 15. Da3!? Dxa3 16. bxa3 S7f6 17. Sce5 Te8 18. Tc2 b6 19. Ld2 Lb7 20. Tfc1 Tbd8 21. f4!? Lb8 22. a4 a5 23. Sc6 Lxc6 24. Txc6 h5?! 25. T1c4 Se3? 26. Lxe3 dxe3 27. Lf3 g6 28. Txb6 La7 29. Tb3 Td4 30. Tc7 Lb8 31. Tc5 Ld6 32. Txa5 Tc8 33. Kg2 Tc2 34. a3 Ta2 35. Sb4 Lxb4 36. axb4 Sd5 37. b5 Taxa4 38. Txa4 Txa4 39. Lxd5 exd5 40. b6 Ta8 41. b7 Tb8 42. Kf3 d4 43. Ke4 1–0
Trækket 16...Sc5, som ville fjerne hvids blokerende springer, havde været meget bedre for Topalov, idet sort har en god stilling efter 17.Sd6 b6. Anand bemærkede, at sort begyndte at miste sit greb om partiet i stillingen efter 25... Se3?

### Parti 3, Topalov–Anand, ½–½
Slavisk forsvar, Wiesbaden-varianten, D17
1.d4 d5 2.c4 c6 3.Sf3 Sf6 4.Sc3 dxc4 5.a4 Lf5 6.Se5 e6 7.f3 c5 8.e4 Lg6 9.Le3 cxd4 10.Dxd4 Dxd4 11.Lxd4 Sfd7! 12.Sxd7 Sxd7 13.Lxc4 a6 14.Tc1 Tg8! 15.h4 h6 16.Ke2 Ld6 17.h5 Lh7 18.a5! Ke7 19.Sa4 f6 20.b4! Tgc8 21.Lc5 Lxc5 22.bxc5 Tc7 23.Sb6 Td8 24.Sxd7 Tdxd7 25.Ld3 Lg8 26.c6 Td6 27.cxb7 Txb7 28.Tc3 Lf7 29.Ke3 Le8 30.g4 e5 31.Thc1 Ld7 32.Tc5 Lb5! 33.Lxb5 axb5 34.Tb1 b4 35.Tb3 Ta6 36.Kd3 Tba7 37.Txb4 Txa5 38.Txa5 Txa5 39.Tb7+ Kf8 40.Ke2 Ta2+ 41.Ke3 Ta3+ 42.Kf2 Ta2+ 43.Ke3 Ta3+ 44.Kf2 Ta2+ 45.Ke3 Ta3+ 46.Kf2 ½–½
remis ved trækgentagelse.
14. ... Tg8! sort planlægger Ld6, Ke7, f6, Tgc8, Lg8, etc. så hvid skal skynde sig at gøre noget mod det. Det er imidlertid ikke let, fordi hans springer på c3 står uhensigtsmæssigt.
20.b4! Topalov aktiverer sine brikker hurtigt, før sort får bragt alle sine brikker i spil.
32. ... Lb5! Det lykkes Anand at neutralisere sin eneste svaghed, bonden på a6.
Der blev ikke udvekslet håndtryk efter afslutningen af tredje parti. På pressekonferencen gav begge spillere udtryk for, at de simpelthen glemte det.

### Parti 4, Anand–Topalov, 1–0
Katalansk, åben (5.Sf3), E04
1.d4 Sf6 2.c4 e6 3.Sf3 d5 4.g3 dxc4 5.Lg2 Lb4+ 6.Ld2 a5 7.Dc2 Lxd2+ 8.Dxd2!? c6 9.a4 b5 10.Sa3! Ld7 11.Se5 Sd5 12.e4! Sb4 13.O-O O-O 14.Tfd1 Le8 15.d5! Dd6 16.Sg4 Dc5 17.Se3 S8a6?! 18.dxc6 bxa4 19.Saxc4 Lxc6 20.Tac1 h6?! 21.Sd6 Da7? 22.Sg4! Tad8 23.Sxh6+!! gxh6 24.Dxh6 f6 25.e5! Lxg2 26.exf6 Txd6 27.Txd6 Le4 28.Txe6 Sd3 29.Tc2! Dh7 30.f7+! Dxf7 31.Txe4 Df5 32.Te7 1–0
10.Sa3! er en stærk nyhed i denne stilling. Anand ønsker at udvikle sine brikker i stedet for at vinde bonden tilbage. For at beskytte bonden, er sort nu tvunget til en akavet placering af sine brikker.
Med 15.d5! er Anand klar og indleder sit gennembrudsangreb.
21. ... Da7? er en afgørende fejl, som redder dronningen, men ikke kongen. 21...Dg5! var den eneste måde at yde modstand på. Anand fandt hurtigt det rigtige svar og indledte med 22.Sg4! det endelige angreb på sorts konge.

### Parti 5, Topalov–Anand, ½–½
Slavisk forsvar, D17
1.d4 d5 2.c4 c6 3.Sf3 Sf6 4.Sc3 dxc4 5.a4 Lf5 6.Se5 e6 7.f3 c5 8.e4 Lg6 9.Le3 cxd4 10.Dxd4 Dxd4 11.Lxd4 Sfd7 12.Sxd7 Sxd7 13.Lxc4 a6 14.Tc1 Tg8 15.h4 h5 16.Se2 Ld6 17.Le3 Se5 18.Sf4 Tc8 19.Lb3 Txc1+ 20.Lxc1 Ke7 21.Ke2 Tc8 22.Ld2 f6 23.Sxg6+ Sxg6 24.g3 Se5 25.f4 Sc6 26.Lc3 Lb4 27.Lxb4+ Sxb4 28.Td1 Sc6 29.Td2 g5 30.Kf2 g4 31.Tc2 Td8 32.Ke3 Td6 33.Tc5 Sb4 34.Tc7+ Kd8 35.Tc3 Ke7 36.e5 Td7 37.exf6+ Kxf6 38.Ke2 Sc6 39.Ke1 Sd4 40.Ld1 a5 41.Tc5 Sf5 42.Tc3 Sd4 43.Tc5 Sf5 44.Tc3 ½–½
Remis ved trækgentagelse.
Anand benyttede igen den slaviske åbningsmetode, som han også forsvarede sig med i tredje parti. Han afveg med 15...h5 for ikke at få sin hvide løber spærret inde. Under partiet forekom en strømafbrydelse på 13 minutter, mens Anand overvejede sit 17. træk. Organisationskomiteen undskyldte bagefter for dette uheld, som skyldtes et nedbrud af elektricitetssystemet i det centrale Sofia.

### Parti 6, Anand–Topalov, ½–½
Katalansk, åbent forsvar, E03
1.d4 Sf6 2.c4 e6 3.Sf3 d5 4.g3 dxc4 5.Lg2 a6 6.Se5 c5 7.Sa3 cxd4 8.Saxc4 Lc5 9.O-O O-O 10.Lg5 h6 11.Lxf6 Dxf6 12.Sd3 La7 13.Da4 Sc6 14.Tac1 e5 15.Lxc6 b5 16.Dc2 Dxc6 17.Scxe5 De4 18.Dc6 Lb7 19.Dxe4 Lxe4 20.Tc2 Tfe8 21.Tfc1 f6 22.Sd7 Lf5 23.S7c5 Lb6 24.Sb7 Ld7 25.Sf4 Tab8 26.Sd6 Te5 27.Sc8 La5 28.Sd3 Te8 29.Sa7 Lb6 30.Sc6 Tb7 31.Scb4 a5 32.Sd5 a4 33.Sxb6 Txb6 34.Sc5 Lf5 35.Td2 Tc6 36.b4 axb3 37.axb3 b4 38.Txd4 Txe2 39.Txb4 Lh3! 40.Tbc4 Td6 41.Te4 Tb2 42.Tee1 Tdd2 43.Se4 Td4 44.Sc5 Tdd2 45.Se4 Td3 46.Tb1 Tdxb3 47.Sd2 Tb4 48.f3 g5 49.Txb2 Txb2 50.Td1 Kf7 51.Kf2 h5 52.Ke3 Tc2 53.Ta1 Kg6 54.Ta6 Lf5 55.Td6 Tc3+ 56.Kf2 Tc2 57.Ke3 Tc3+ 58.Kf2 Tc2 ½–½
Remis ved trækgentagelse.
Med 22.Sd7 indleder Anand den længste række springertræk, som er forekommet i en VM-match.
Topalov neutraliserer alle Anands gevinstchancer med 39. ... Lh3!

### Parti 7, Anand–Topalov, ½–½
Dronningebondespil: Anti-Nimzoindisk, E00
1.d4 Sf6 2.c4 e6 3.Sf3 d5 4.g3 Lb4+ 5.Ld2 Le7 6.Lg2 O-O 7.O-O c6 8.Lf4 dxc4 9.Se5 b5 10.Sxc6 Sxc6 11.Lxc6 Ld7 12.Lxa8 Dxa8 13.f3 Sd5 14.Ld2 e5 15.e4 Lh3 16.exd5 Lxf1 17.Dxf1 exd4 18.a4 Dxd5 19.axb5 Dxb5 20.Txa7 Te8 21.Kh1 Lf8 22.Tc7 d3 23.Lc3 Ld6 24.Ta7 h6 25.Sd2 Lb4! 26.Ta1! Lxc3 27.bxc3 Te2 28.Td1 Da4 29.Se4 Dc2 30.Tc1 Txh2+ 31.Kg1 Tg2+ 32.Dxg2 Dxc1+ 33.Df1 De3+ 34.Df2 Dc1+ 35.Df1 De3+ 36.Kg2 f5 37.Sf2 Kh7 38.Db1 De6 39.Db5 g5 40.g4 fxg4 41.fxg4 Kg6 42.Db7 d2 43.Db1+ Kg7 44.Kf1 De7 45.Kg2 De6 46.Dd1 De3 47.Df3 De6 48.Db7+ Kg6 49.Db1+ Kg7 50.Dd1 De3 51.Dc2 De2 52.Da4 Kg8 53.Dd7 Kf8 54.Dd5 Kg7 55.Kg3 De3+ 56.Df3 De5+ 57.Kg2 De6 58.Dd1 ½–½
Remis ved trækgentagelse.
11. ... Ld7 er en nyhed. I partiet Gelfand-Ivanchuk, Amber blindskakturnering 2010, spillede Ivanchuk 11...La6.
I træk 21. Kh1 lykkedes det endelig Anand at få Topalov væk fra den forberedte variant efter at have brugt mere end en time på sit i modsætning til Topalov, som kun havde brugt 3 minutters betænkningstid.
25. ... Lb4! 26.Ta1! Topalov spiller et giftigt træk, og Anand finder det eneste svar. Andre træk som 26.Se4 ville tabe til 26...Lxc3 27.bxc3 f5 28.Sd6 Dc5 29.Txg7+ Kxg7 30.Sxe8+ Kf7

### Parti 8, Topalov–Anand, 1–0
Slavisk forsvar: Tjekkisk. Wiesbaden-varianten, D17
1.d4 d5 2.c4 c6 3.Sf3 Sf6 4.Sc3 dxc4 5.a4 Lf5 6.Se5 e6 7.f3 c5 8.e4 Lg6 9.Le3 cxd4 10.Dxd4 Dxd4 11.Lxd4 Sfd7 12.Sxd7 Sxd7 13.Lxc4 Tc8 14.Lb5 a6 15.Lxd7+ Kxd7 16.Ke2 f6 17.Thd1 Ke8 18.a5 Le7 19.Lb6 Tf8 20.Tac1 f5 21.e5 Lg5 22.Le3 f4 23.Se4 Txc1 24.Sd6+ Kd7 25.Lxc1 Kc6 26.Ld2 Le7 27.Tc1+ Kd7 28.Lc3 Lxd6 29.Td1 Lf5 30.h4 g6 31.Txd6+ Kc8 32.Ld2 Td8 33.Lxf4 Txd6 34.exd6 Kd7 35.Ke3 Lc2 36.Kd4 Ke8 37.Ke5 Kf7 38.Le3 La4 39.Kf4 Lb5 40.Lc5 Kf6 41.Ld4+ Kf7 42.Kg5 Lc6 43.Kh6 Kg8 44.h5 Le8 45.Kg5 Kf7 46.Kh6 Kg8 47.Lc5 gxh5 48.Kg5 Kg7 49.Ld4+ Kf7 50.Le5 h4 51.Kxh4 Kg6 52.Kg4 Lb5 53.Kf4 Kf7 54.Kg5 Lc6?? 55.Kh6 Kg8 56.g4 1–0
Sorts fejltræk 54... Lc6?? fjernede hans mulighed for at dække bonden på med løberen. Det rigtige træk var 54... Ld3 med let remis.
Selv om partiet blev opgivet tidligt, kunne det være endt med: 56.g4 Ld7 57.g5 Le8 58.Lg7 Ld7 59.g6 hxg6 60.Kxg6 og sort kan ikke forhindre hvid i at trænge ind, for eksempel med 60...Le8+ 61.Kf6 Ld7 62.Ke7 Lc6 63.d7 Lxd7 64.Kxd7 Kxg7 65.Kxe6.1–0

### Parti 9, Anand–Topalov, ½–½
Nimzoindisk, 4.e3, Gligoric-system, E54
1.d4 Sf6 2. c4 e6 3. Sc3 Lb4 4. e3 O-O 5. Ld3 c5 6. Sf3 d5 7. O-O cxd4 8. exd4 dxc4 9. Lxc4 b6 10. Lg5 Lb7 11. Te1 Sbd7 12. Tc1 Tc8 13. Ld3 Te8 14. De2 Lxc3 15. bxc3 Dc7 16. Lh4 Sh5 17. Sg5 g6 18. Sh3 e5 19. f3 Dd6 20. Lf2 exd4 21. Dxe8+ Txe8 22. Txe8+ Sf8 23. cxd4 Sf6 24. Tee1 Se6 25. Lc4 Ld5 26. Lg3 Db4 27. Le5 Sd7 28. a3 Da4 29. Lxd5 Sxe5 30. Lxe6 Dxd4+ 31. Kh1 fxe6 32. Sg5 Dd6 33. Se4 Dxa3 34. Tc3 Db2 35. h4 b5 36. Tc8+ Kg7 37. Tc7+ Kf8 38. Sg5 Ke8 39. Txh7 Dc3 40. Th8+? Kd7 41. Th7+ Kc6 42. Te4 b4 43. Sxe6 Kb6 44. Sf4 Da1+ 45. Kh2 a5 46. h5 gxh5? 47. Txh5 Sc6 48. Sd5+ Kb7 49. Th7+ Ka6 50. Te6 Kb5 51. Th5 Sd4 52. Sb6+ Ka6 53. Td6 Kb7 54. Sc4 Sxf3+ 55. gxf3 Da2+ 56. Sd2 Kc7 57. Thd5 b3 58. Td7+ Kc8 59. Td8+ Kc7 60. T8d7+ Kc8 61. Tg7 a4 62. Tc5+ Kb8 63. Td5 Kc8 64. Kg3? Da1 65. Tg4? b2 66. Tc4+ Kb7 67. Kf2 b1=D 68. Sxb1 Dxb1 69. Tdd4 Da2+ 70. Kg3 a3 71. Tc3 Da1 72. Tb4+ Ka6 73. Ta4+ Kb5 74. Tcxa3 Dg1+ 75. Kf4 Dc1+ 76. Kf5 Dc5+ 77. Ke4 Dc2+ 78. Ke3 Dc1+ 79. Kf2 Dd2+ 80. Kg3 De1+ 81. Kf4 Dc1+ 82. Kg3 Dg1+ 83. Kf4 ½–½
Remis ved evig skak.
Anand trak 40. Th8+? i håb om at gentage træk for at nå forbi tidskontrollen. Det er imidlertid en fejl, som lader den sorte konge undslippe. Bedre var 40. Te4 b4 41. Txa7 b3 42. Tb7 b2 43. Kh2 Dc1 44. Ta4 Sd7 45. Tab4.
Anand overså igen en gevinstchance, da han spillede 64. Kg3?. Et vindende træk var 64. Tdd7 a3 65. Kg3 Da1 (65...b2 66. Tc7+ Kd8 67. Ta7 Dd5 68. Ta8+ Dxa8 69. Tg8+ Kd7 70. Txa8) 66. Tc7+ Kb8 67. Tb7+ Ka8 68. Sxb3. 

### Parti 10, Topalov–Anand, ½–½
Grünfeld forsvar: Afbytning. Klassisk variant, D86
1.d4 Sf6 2.c4 g6 3.Sc3 d5 4.cxd5 Sxd5 5.e4 Sxc3 6.bxc3 Lg7 7.Lc4 c5 8.Se2 Sc6 9.Le3 O-O 10.O-O b6 11.Dd2 Lb7 12.Tac1 Tc8 13.Tfd1 cxd4 14.cxd4 Dd6 15.d5 Sa5 16.Lb5 Txc1 17.Txc1 Tc8 18.h3 Txc1+ 19.Dxc1 e6 20.Sf4 exd5 21.Sxd5 f5 22.f3 fxe4 23.fxe4 De5 24.Ld3 Sc6 25.La6! Sd4?! 26.Dc4 Lxd5 27.Dxd5+ Dxd5 28.exd5 Le5 29.Kf2 Kf7 30.Lg5 Sf5 31.g4 Sd6 32.Kf3 Se8 33.Lc1 Sc7 34.Ld3 Ld6 35.Ke4 b5 36.Kd4 a6 37.Le2 Ke7 38.Lg5+ Kd7 39.Ld2 Lg3 40.g5 Lf2+ 41.Ke5 Lg3+ 42.Ke4 Se8 43.Lg4+ Ke7 44.Le6 Sd6+ 45.Kf3 Sc4! 46.Lc1 Ld6 47.Ke4 a5 48.Lg4 La3 49.Lxa3+ Sxa3 50.Ke5 Sc4+ 51.Kd4 Kd6 52.Le2 Sa3 53.h4 Sc2+ 54.Kc3 Sb4 55.Lxb5 Sxa2+ 56.Kb3 Sb4 57.Le2 Sxd5 58.h5 Sf4 59.hxg6 hxg6 60.Lc4 ½–½
Remis ved fælles aftale
For at undgå unødvendige komplikationer spillede Anand 25. ... Sd4?! men den bedste chance lå i 25. ... Lxa6, som sandsynligvis ville efterfølges af 26.Dxc6 Da1+ 27.Kf2 Dxa2+ 28.Kg3 Da3! 29.Da8+ Df8 30.Dxa7 Le5+ 31.Kh4 Df1 32.g3 Lc8 33.g4 Lf6+ 34.Sxf6+ Dxf6+=.
Anand udlignede senere partiet med 45. ... Sc4! Det er sandsynligt, at Topalov overså dette træk.

### Parti 11, Anand–Topalov, ½–½
Engelsk: Firspringer-system, kongefianchetto, A29
1. c4 e5 2. Sc3 Sf6 3. Sf3 Sc6 4. g3 d5 5. cxd5 Sxd5 6. Lg2 Sb6 7. 0-0 Le7 8. a3 0-0 9. b4 Le6 10. d3 f6 11. Se4!? De8!? 12. Sc5 Lxc5 13. bxc5 Sd5 14. Lb2 Td8 15. Dc2 Sde7! 16. Tab1 La2! 17. Tbc1 Df7 18. Lc3 Td7 19. Db2 Tb8 20. Tfd1 Le6 21. Td2 h6?! 22. Db1 Sd5 23. Tb2! b6 24. cxb6 cxb6 25. Ld2 Td6 26. Tbc2 Dd7 27. h4 Td8 28. Db5 Sde7 29. Db2 Ld5 30. Lb4 Sxb4 31. axb4 Tc6! 32. b5 Txc2 33. Txc2 Le6 34. d4!? e4 35. Sd2 Dxd4 36. Sxe4 Dxb2 37. Txb2 Kf7 38. e3 g5 39. hxg5 hxg5 40. f4 gxf4 41. exf4 Td4 42. Kf2 Sf5 43. Lf3 Ld5 44. Sd2 Lxf3 45. Sxf3 Ta4 46. g4?! Sd6?! 47. Kg3 Se4+ 48. Kh4! Sd6 49. Td2? Sxb5 50. f5 Te4 51. Kh5! Te3 52. Sh4 Sc3 53. Td7+! Te7 54. Td3! Se4 55. Sg6 Sc5! 56. Ta3!? Td7 57. Te3 Kg7 58. g5 b5 59. Sf4 b4 60. g6 b3! 61. Tc3 Td4! 62. Txc5 Txf4 63. Tc7+ Kg8 64. Tb7 Tf3 65. Tb8+ Kg7 ½–½
Remis ved evig skak.
Med 15. ... Sde7! omgrupperer sort. Feltet d5 er nu til rådighed for springeren, og hvids løberpar er endnu ikke vigtigt. Hvid svækker sin kongefløj med 46. g4?! Sd6?! i forsøg på at få aktivt spil, og Topalov spiller ikke det bedste træk 46. ... Se7!, som ville vinde en bonde.
I parties afsluttende træk 60. ... b3! 61. Tc3 Td4! gør Anand et sidste forsøg på at vinde ved at sætte en fælde, som Topalov ville gå i, hvis han forsøgte at forfremme sin b-bonde, men Topalov faldt ikke i den.
Stillingen, som opstod efter træk 11, var kun blevet set en gang tidligere.
Før spillet bad Topalov om et minuts stilhed til minde om Andor Lilienthal, som var død dagen før.

### Parti 12, Topalov–Anand, 0–1
Dronninggambit afslået: Laskers forsvar, D56
1.d4 d5 2.c4 e6 3.Sf3 Sf6 4.Sc3 Le7 5.Lg5 h6 6.Lh4 O-O 7.e3 Se4 8.Lxe7 Dxe7 9.Tc1 c6 10.Le2 Sxc3 11.Txc3 dxc4 12.Lxc4 Sd7 13.O-O b6 14.Ld3 c5 15.Le4 Tb8 16.Dc2 Sf6!? 17.dxc5 Sxe4 18.Dxe4 bxc5 19.Dc2 Lb7 20.Sd2 Tfd8 21.f3 La6 22.Tf2 Td7 23.g3 Tbd8 24.Kg2 Ld3 25.Dc1 La6 26.Ta3 Lb7 27.Sb3 Tc7 28.Sa5 La8 29.Sc4 e5 30.e4 f5! 31.exf5? e4! 32.fxe4?? Dxe4+ 33.Kh3 Td4 34.Se3 De8! 35.g4 h5 36.Kh4 g5+ 37.fxg6 Dxg6 38.Df1 Txg4+ 39.Kh3 Te7 40.Tf8+ Kg7 41.Sf5+ Kh7 42.Tg3 Txg3+ 43.hxg3 Dg4+ 44.Kh2 Te2+ 45.Kg1 Tg2+ 46.Dxg2 Lxg2 47.Kxg2 De2+ 48.Kh3 c4 49.a4 a5 50.Tf6 Kg8 51.Sh6+ Kg7 52.Tb6 De4 53.Kh2 Kh7 54.Td6 De5 55.Sf7 Dxb2+ 56.Kh3 Dg7 0–1
Dette var sorts eneste gevinst i matchen. Anands valg af det ortodokse forsvar i Afslået dronninggambit så ud til at antyde, at han var villig til at acceptere remis, hvilket ville have gjort matchen uafgjort 6–6 og betydet, at den skulle afgøres ved en tiebreak med hurtigskak. De fleste mente, at en sådan tiebreak ville være til fordel for Anand, som har overlegne resultater i hurtigskak, og Topalov fremførte da også på pressekonferencen efter matchen, at han ønskede at undgå en sådan afgørelse, som han tidligere havde tabt ved VM i skak 2006 mod Vladimir Kramnik.
Følgelig valgte Topalov at søge at komplicere spillet, men Anand opnåede aktivt spil efter sit træk 16...Sf6!?, hvilket opvejede svagheden ved bonden på c5.
Efter at Topalov besvarede 30...f5! med 31. exf5? e4! 32. fxe4??, greb Anand afgørende initiativet. Topalov har muligvis overset Anands stærke svar 34. ... De8!.
På 41.Txa8 ofrer sort begge tårne med 41...Txe3+! 42.Txe3 Th4+! 43.Kxh4 Dg4 mat
Ifølge Anish Giri er hvid i træktvang før trækkene 51, 53 og 54.